# Cristobal de los Cobos
Cristobal de los Cobos, né en 1553 à Cadix et mort le 5 novembre 1611 à Salamanque, était un jésuite et théologien espagnol.

## Biographie
Entré dans la Compagnie de Jésus en 1571, et fit la profession des quatre vœux en 1590. Il fut l'un des premiers disciples de Francisco Suarez, dont il suivit les cours de philosophie au collège de Ségovie (1572-1573) ainsi que plus tard à Valladolid. Il y enseigna la philosophie à Ávila (1580-1583) puis la théologie à Valladolid (1583-1588). En 1594, il fut dénoncé à l'Inquisition pour avoir défendu la doctrine suarezienne de l'imputation. En 1597, il fut expulsé brusquement de sa chaire de théologie sans autre motif que de défendre des doctrines suareziennes. En 1598, il fut nommé par Claudio Acquaviva comme inspecteur de l'observance régulière en Castille, aux côté du P. Lapuente et de deux autres pères. De 1599 à 1604 il défendit la Concordia de Luis de Molina devant Clément VIII, d'abord en compagnie de Pedro Arrubal puis aux côtés de Gregorio de Valencia et Bastida. Il continua à défendre le congruisme suarezien et la Compagnie sous Paul V. Au terme des controverses de auxiliis, il revint à Salamanque comme recteur et en 1607 fut nommé Provincial de Castille. Il mourut à Salamanque le 5 novembre 1611.

## Manuscrits
- Expositio in libros Aristotelis de coelo et mundo (Ávila, expl. 9.VII.1582), Salamanca BU, Ms. 1410, f. 1r-17r.
- Expositio in libros Aristotelis de generatione et corruptione (Avila, expl. 4.XI.1582), Salamanca BU, Ms. 1410, f. 18r-69r.
- In libros Aristotelis de anima interpretatio (Ávila, expl. 16.VI.1583), Salamanca BU, Ms. 1410, f. 71r-226v.
- In libros metaphysicae Aristotelis expositio (Ávila, expl. 3.VIII.1583), Salamanca BU, Ms. 1410, f. 228r-368r.
- Tractatus de gratia Dei (Valladolid, 1583-expl. 14.VIII.1584), Salamanca BU, Ms. 1087, 184 f.
- Expositio in materiam sacramenti eucharistiae (Valladolid, inc. 20.IX.1586-expl. 25.IV.1588), Salamanca BU, Ms. 1088, 308 f.